# 巴特勒·德里克
巴特勒·德里克（英語：Butler Derrick，1936年9月30日—2014年5月5日）是美国政治家。他是来自南卡罗来纳州的美国众议员，任期自1975年至1995年。他是民主黨黨員。2014年5月5日他因癌症去世，享年77岁。